# 嘉義市公車
嘉義市公車（英語：Chiayi City Bus)，又稱為嘉義市市區公車，為一以臺灣嘉義市作為營運主體之公車路線網。目前由國光客運及捷乘交通聯營。主管機關為嘉義市政府，承辦單位為嘉義市政府交通處，目前計有16條路線，行駛範圍為嘉義市、嘉義縣民雄鄉、水上鄉及中埔鄉。

## 概要
過去嘉義地方振興協會、嘉義客運、嘉義市公車處及嘉義縣公車的前身縣營嘉義市市區公車(由最初之兩台公車行駛1跟2兩條路線)及現行嘉義縣公共汽車管理處皆曾行駛過嘉義市公車，目前嘉義市公車由國光客運及捷乘交通聯營。
- 2013年底，因市區公車使用率僅3.2%且配合站前嘉義縣公車遷移至嘉義市先期交通轉運中心等計畫，嘉義市政府重新審議路權，公告後業者可自提路線與營運計劃書。
- 2014年10月1日起由嘉義客運接駛新路線之市區公車
- 2015年5月起因營運虧損又將停駛，再度由嘉義縣公共汽車管理處接手經營。
- 2015年6月1日調整路線，按目前行駛公車路線及i-voting結果，調整成3條路線，分別為1路、6路、7路。
- 2015年7月起，跨越嘉義縣市之嘉義縣公車27條公路客運路線，於嘉義市境內上下車皆比照市區公車收費，並且降價為全票新臺幣12元、半票新臺幣6元。
- 2015年8月1日至8月31日，持電子票證(一卡通、悠遊卡)可免費搭乘嘉義市公車。
- 2015年9月1日，嘉義市公車恢復1段票新臺幣12元，全部1段票收費。
- 2016年9月1日，跨越嘉義縣市之嘉義縣公車27條公路客運路線，因政策改變，取消嘉義市境內票價優惠，恢復原價。
- 2016年11月17日，嘉義市政府交通觀光處表示嘉義市公車將於2017年3月重新公開徵求營運業者。[2]
- 2018年5月1日，市區1延駛至嘉義榮民醫院，沿途並增設番仔溝、家樂福、玉山郵局等站，並由來回11班次增加為來回17班次，另於勞工育樂中心及月影潭心間增設鹿寮社區站。
- 2018年7月18日，市區6變更為台灣好行「光林我嘉線」66路線之市公車，增加香湖公園、秀泰影城、三越遠東商圈、文化路口、城隍廟、228紀念館、大雅商圈、蘭潭DC、蘭潭風景區等站點，並增加班次為平日11往返、例假日17往18返[3]，2018年9月30日前刷電子票證免費乘車。
- 2018年8月8日，66路線公車增加為20往返[4]。
- 2018年9月1日，66路線平日班次變更為14往返。
- 2018年10月1日，66路線正式營運並開始收費。
- 2019年4月8日，市區1A路線正式開通。
- 2019年6月1日，嘉義市公車再次進駐嘉義市先期交通轉運中心，停靠位置為前棟第13號月台(4號門)。
- 2019年7月5日，1及1A路線增設「金山路口」站位。
- 2019年11月16日，66延駛港坪運動公園（經由嘉樂福夜市）、1改線行駛嘉義醫院（於中興路設置站位）
- 2020年5月21日，中山幹線開始試營運載客，期間免費搭乘。
- 2020年6月1日，國光客運加入經營嘉義市公車路線，首條「中山幹線」上路，全線採用電動公車行駛。[5]當日市區1路及1A路線同步停駛。
- 2020年12月28日，忠孝新民幹線及光林我嘉線開始試營運載客，期間免費搭乘。
- 2021年1月11日，忠孝新民幹線及光林我嘉線改由國光客運營運，全線採用電動公車行駛。嘉義縣公共汽車管理處則全面退出嘉義市公車經營行列。
- 2022年12月22日，捷乘交通加入嘉義市幸福巴士營運。

## 歷史
嘉義市公車起源於嘉義客運前身之一的嘉義地方振興協會，由嘉義市役所創辦，初營公園、南門、北社尾三線，後併入嘉義乘合自動車株式會社，於二戰後改稱嘉義汽車客運股份有限公司。1949年，嘉義市政府所屬嘉義市營公共汽車管理處以2輛車經營1條循環路線，由今吳鳳北路、民權路口的圓環處出發，經南新、過溝、新埤、太保、後潭、水上，最終返回起點（當時太保、水上皆為嘉義市範圍）。1950年嘉義市廢除，市區公車隨之停辦。1951年復於嘉義縣內設嘉義市（縣轄市），1953年2月由嘉義縣政府恢復經營嘉義市公車，初期未正式訂名，歸嘉義縣政府建設課所管，直至同年9月底合併嘉合汽車股份有限公司（係由嘉義縣各農會籌資組成），正式成立嘉義縣公共汽車管理處，除經營嘉義市公車外，亦經營嘉義縣境公路汽車客運業、遊覽車客運業。1982年嘉義市恢復為省轄市後，嘉義市公車仍由嘉義縣公共汽車管理處經營，期間亦歷經嘉義客運數個月接手，其後經營權再度移轉至縣公車。2020年6月1日，國光客運開始行駛嘉義市公車中山幹線（綠線），為歷來第一家非設籍嘉義市的嘉義市公車業者，並且也是第一家使用三門低底盤電動巴士行駛嘉義市公車的業者，嘉義市公車至此邁入新的里程碑。
- 2015年7月，使用電子票證電子票證優惠擴及嘉義市境內公路客運路線[6]。
- 2018年7月18日至9月30日，刷電子票證免費搭乘66路線。
- 2019年5月9日至6月30日，刷電子票證免費搭乘市公車（春遊嘉義市方案）。
- 嘉義市公車電子票證免費優惠延長至2019年3月1日。[7]
- 2020年6月1日至2022年12月31日，刷電子票證免費搭乘市公車（慶祝嘉義市電動公車全面上路）。
- 2022年12月22日，嘉義市公車納入4條由捷乘交通幸福巴士路線試營運。
- 2024年2月16日，中山幹線（綠線）增設中山快捷（綠B線）公車

## 營運概況
2017年運量為8.4萬人次，平均每日運量為232人次。
2018年運量為11萬人次，平均每日運量為288人次。
2019年運量為18萬人次，平均每日運量為488人次。
2020年運量為29萬人次，平均每日運量為810人次。
2021年運量為37萬人次，平均每日運量為1015人次，首次突破1000人。（國光電巴基礎3線開通）
2022年運量為54萬人次，平均每日運量為1479人次。
2023年運量為60萬人次，平均每日運量為1644人次。
2024年運量為75萬人次，平均每日運量為2055人次，首次突破2000人。（2023年8月黃A線開通，2024年起紅A線繞駛北興國中，綠B線開通）

## 預算編列
2024年市政府市公車+Ubike補貼預算為8000萬元。

## 路線
- 標示者為全線配置無障礙公車；標示者為全線提供Wi-Fi連線服務。

| 編號                  | 營運區間                                                     | 經營業者 | 備註                            | 備註                   |
| --------------------- | ------------------------------------------------------------ | -------- | ------------------------------- | ---------------------- |
| 中山幹線（綠線）      | 大富路－嘉義榮民醫院－嘉大蘭潭校區                           | 國光客運 |                                 | 全部班次使用無障礙車輛 |
| 中山幹線（綠A線）     | 二二八國家紀念公園－育人國小－嘉大蘭潭校區                   | 國光客運 |                                 | 全部班次使用無障礙車輛 |
| 中山快捷公車（綠B線） | 嘉義高中（啟明路）－文化路口                                 | 國光客運 | - 平日行駛                      | 全部班次使用無障礙車輛 |
| 忠孝新民幹線（紅線）  | 勞工育樂中心－嘉大新民校區－忠孝北街                         | 國光客運 |                                 | 全部班次使用無障礙車輛 |
| 忠孝新民幹線（紅A線） | 彌陀夜市－嘉大新民校區－民雄工業區服務中心                   | 國光客運 |                                 | 全部班次使用無障礙車輛 |
| 光林我嘉線（黃線）    | 港坪運動公園－北香湖公園－蘭潭                               | 國光客運 | - 台灣好行－光林我嘉線          | 全部班次使用無障礙車輛 |
| 光林我嘉線（黃A線）   | 港坪運動公園－東洋新村1                                      | 國光客運 | - 台灣好行－光林我嘉支線        | 全部班次使用無障礙車輛 |
| 幸福巴士樂活1路       | 濟美仁愛之家－榮民醫院長照點                                 | 捷乘交通 | - 配置福特9人座廂型車           |                        |
| 幸福巴士樂活2路       | 竹村里活動中心－市政府                                       | 捷乘交通 | - 配置福特9人座廂型車           |                        |
| 幸福巴士樂活3路       | 許氏宗祠預約－奉天宮－民族國小（東市場）                     | 捷乘交通 | - 配置福特9人座廂型車           |                        |
| 幸福巴士樂活5路預約   | 嘉義市轉運中心－育人國小－何庄－嘉義榮民醫院－嘉義市轉運中心 | 捷乘交通 | - 配置福特9人座廂型車           |                        |
| 幸福巴士樂活6路       | 紅瓦里(1)全家超商－嘉義基督教醫院                            | 捷乘交通 | - 配置福特9人座廂型車           |                        |
| 幸福巴士樂活7路       | 五港宮－民族國小（東市場）                                   | 捷乘交通 | - 配置福特9人座廂型車           |                        |
| 幸福巴士樂活8路       | 泰勒瓦莊園預約－東洋新村－嘉義轉運中心                       | 捷乘交通 | - 配置福特9人座廂型車           |                        |
| 幸福巴士樂活9路       | 泰勒瓦莊園預約－東洋新村－榮民醫院長照點                     | 捷乘交通 | - 平日行駛、配置福特9人座廂型車 |                        |
| 幸福巴士樂活9A路      | 仁義潭水庫預約－東洋新村－榮民醫院長照點                     | 捷乘交通 | - 假日行駛、配置福特9人座廂型車 |                        |

## 停駛路線
- 1路(垂楊幹線)：嘉義車站─國立嘉義大學〔經垂楊路〕(自2014年10月1日起停駛)[13]
- 2路(中山幹線)：嘉義車站─國立嘉義大學〔經中山路〕(自2014年10月1日起停駛)
- 3路：交通轉運中心－嘉義高工－交通轉運中心(已停駛)
- 5路：交通轉運中心－文化中心－宏仁女中(已停駛)
- 6路：嘉義車站─何仔莊(自2014年10月1日起停駛)
- 8路(市區觀光公車)：(自2008年4月21日起調整，已停駛)[14]
- 9路：嘉義車站─大雅總站〔經中山路〕(已停駛)
- 市區1路：嘉義榮民醫院─嘉義大學蘭潭校區內〔經垂楊路〕(自2020年6月1日起停駛)
- 市區6路：後火車站─大雅站〔經中山路〕(自2018年7月18日起停駛)
- 市區7路：後火車站─大雅站〔經興業路〕(自2021年1月11日起停駛)
- 市區66路：港坪運動公園─蘭潭(自2021年1月11日起停駛)

## 票務資訊
- 全路線皆一段票(均一制)，全票新臺幣12元、半票新臺幣6元。
- 可持感應式電子票證iCash、一卡通及悠遊卡；於上下車時皆須刷卡。
- 2025年12月底前刷電子票證(IC卡)免費乘車
- 適用TPASS行政院通勤月票免費乘車

## 照片

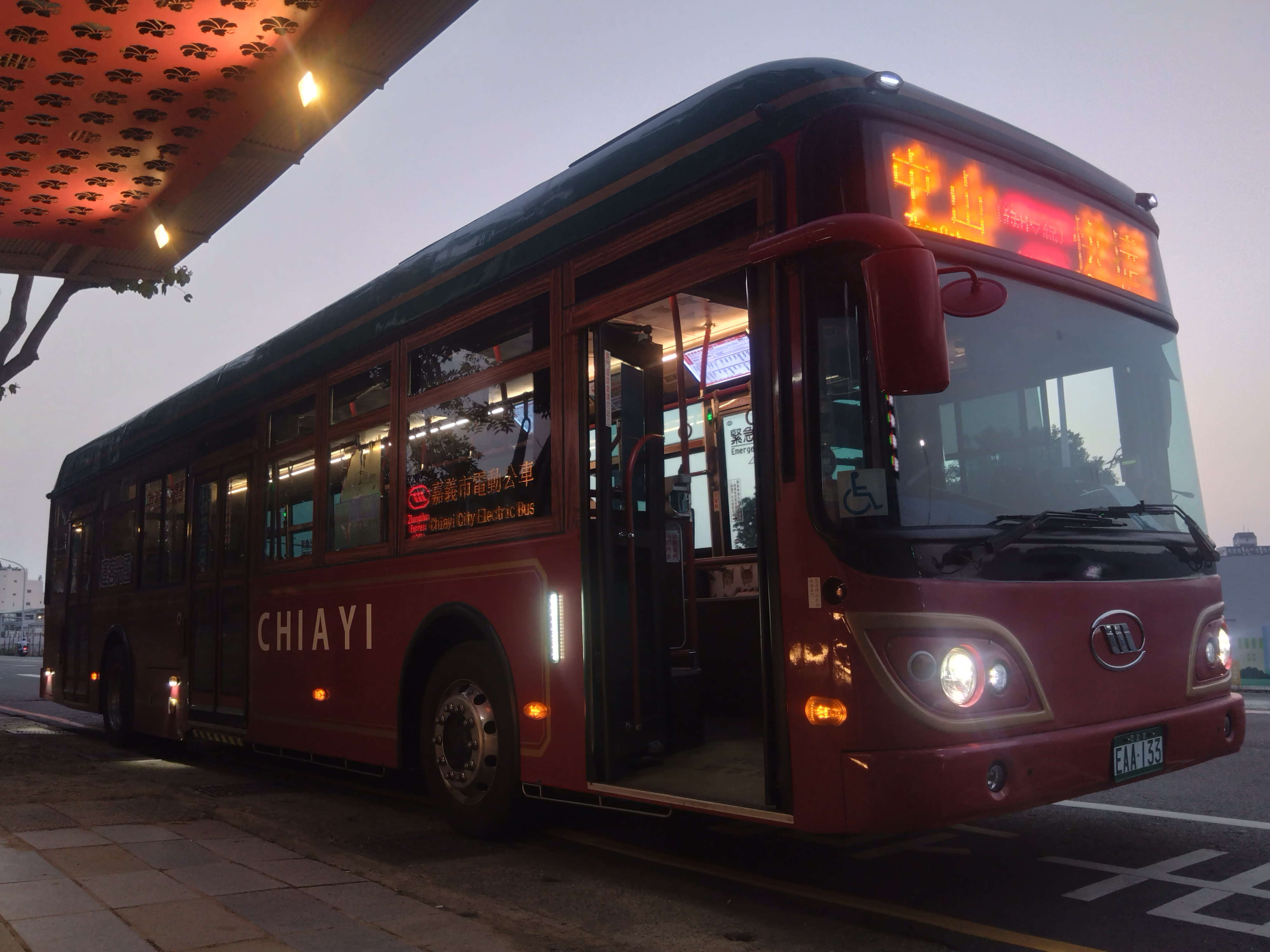
EAA-133行駛於嘉義市公車中山快捷
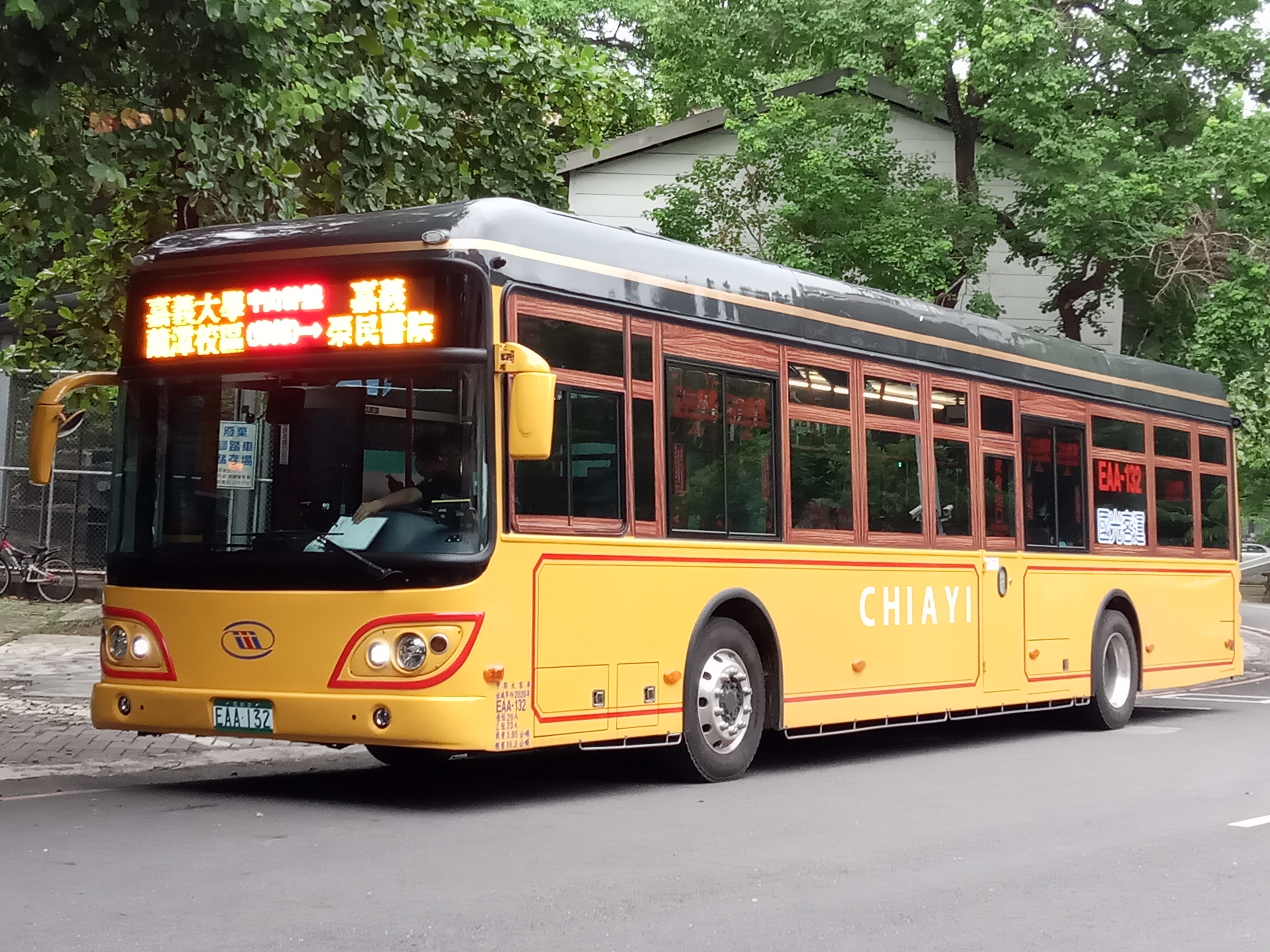
嘉義市公車中山幹線(綠線)(攝於嘉義大學校區內站)
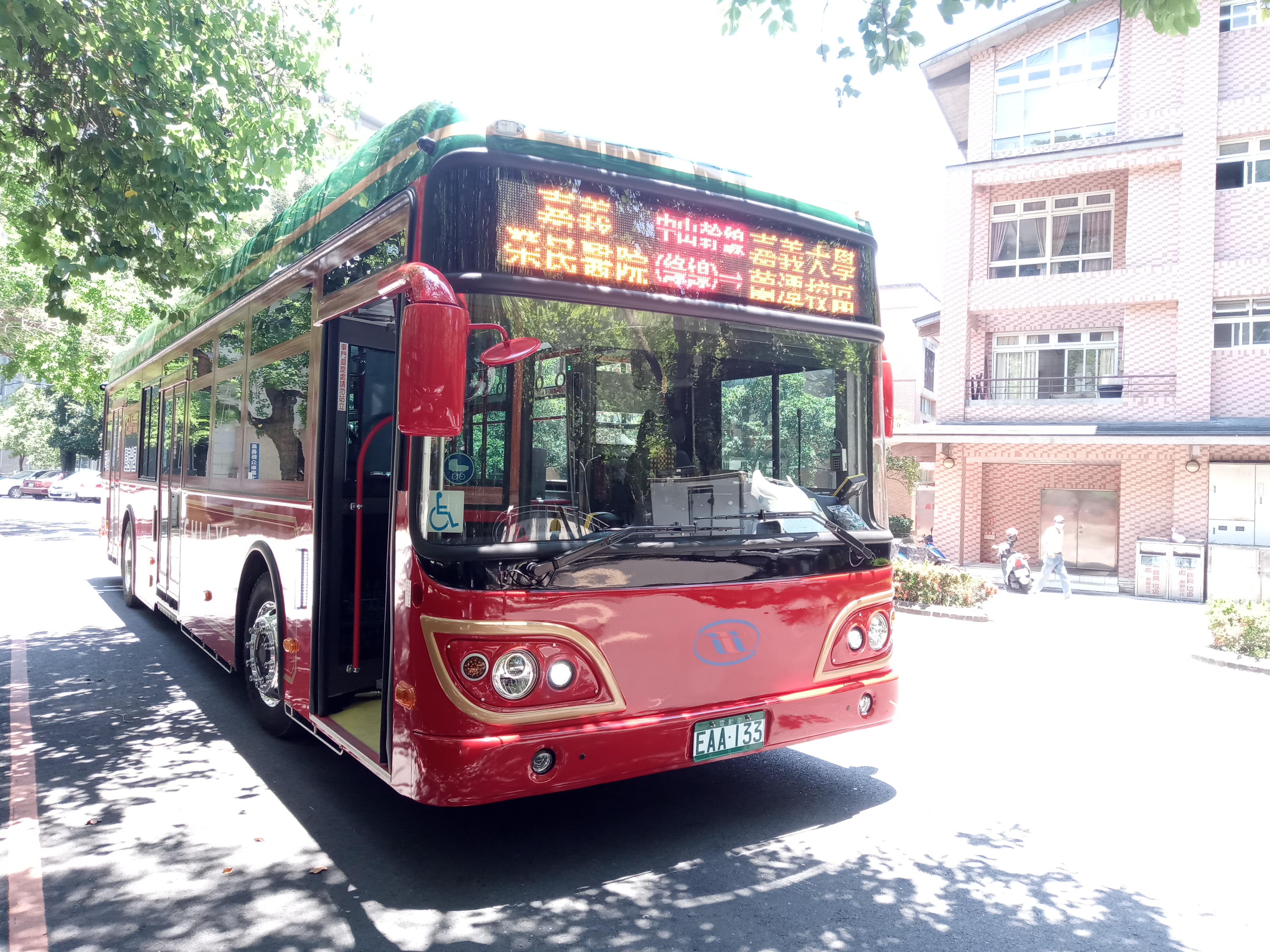
嘉義市公車中山幹線
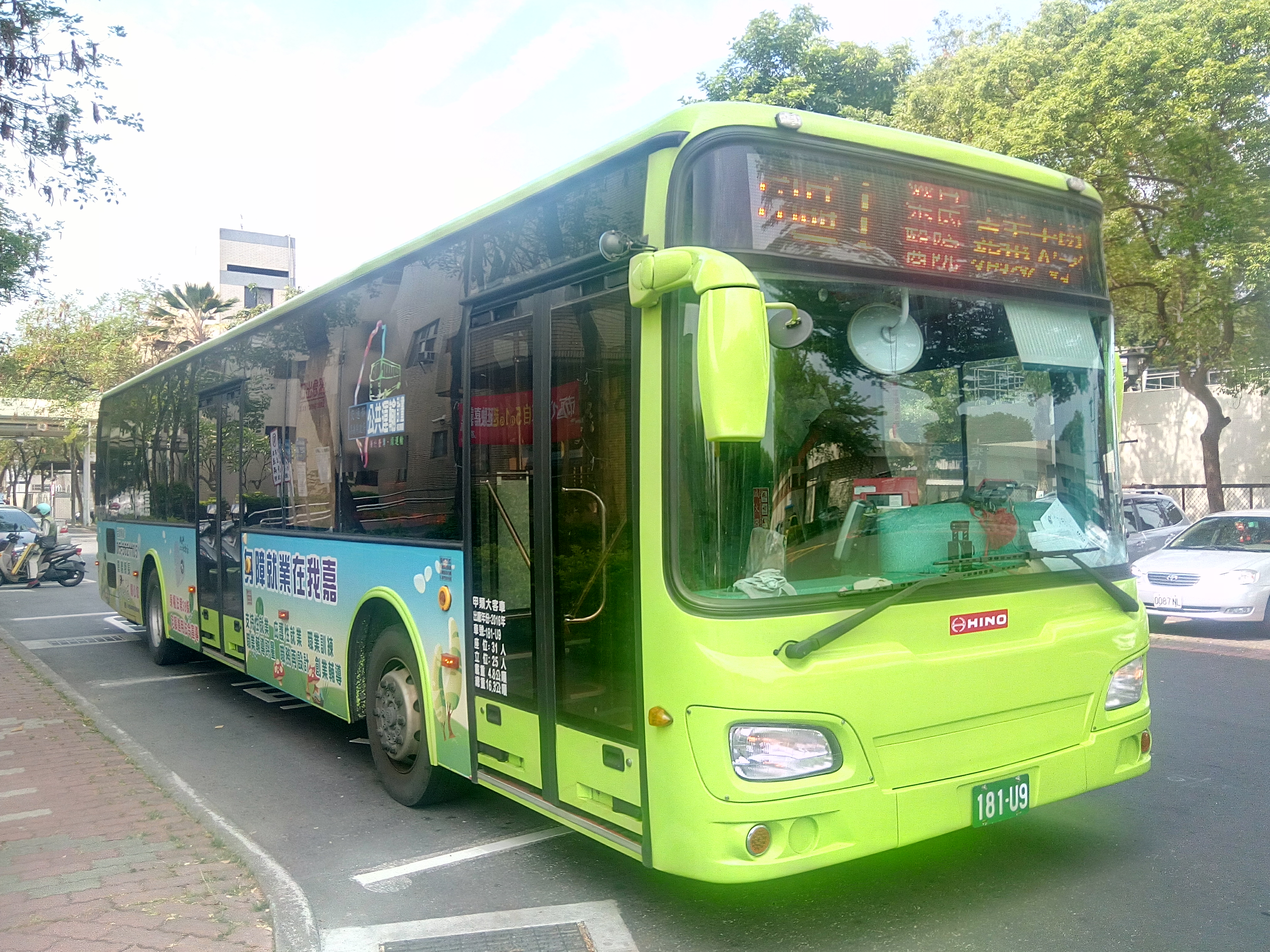
嘉義市公車市區1日野低底盤公車首航
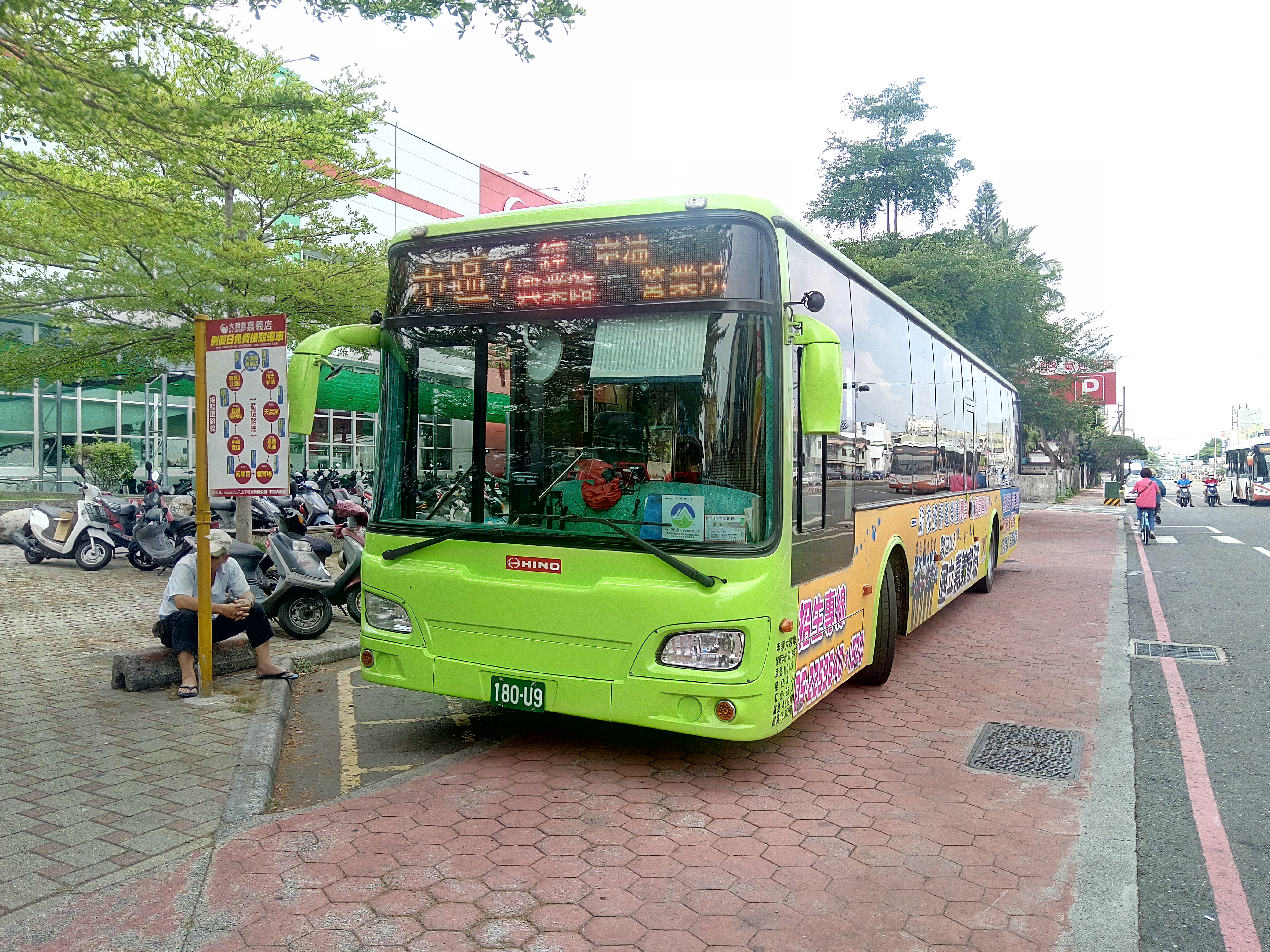
嘉義市公車市區7日野低底盤公車
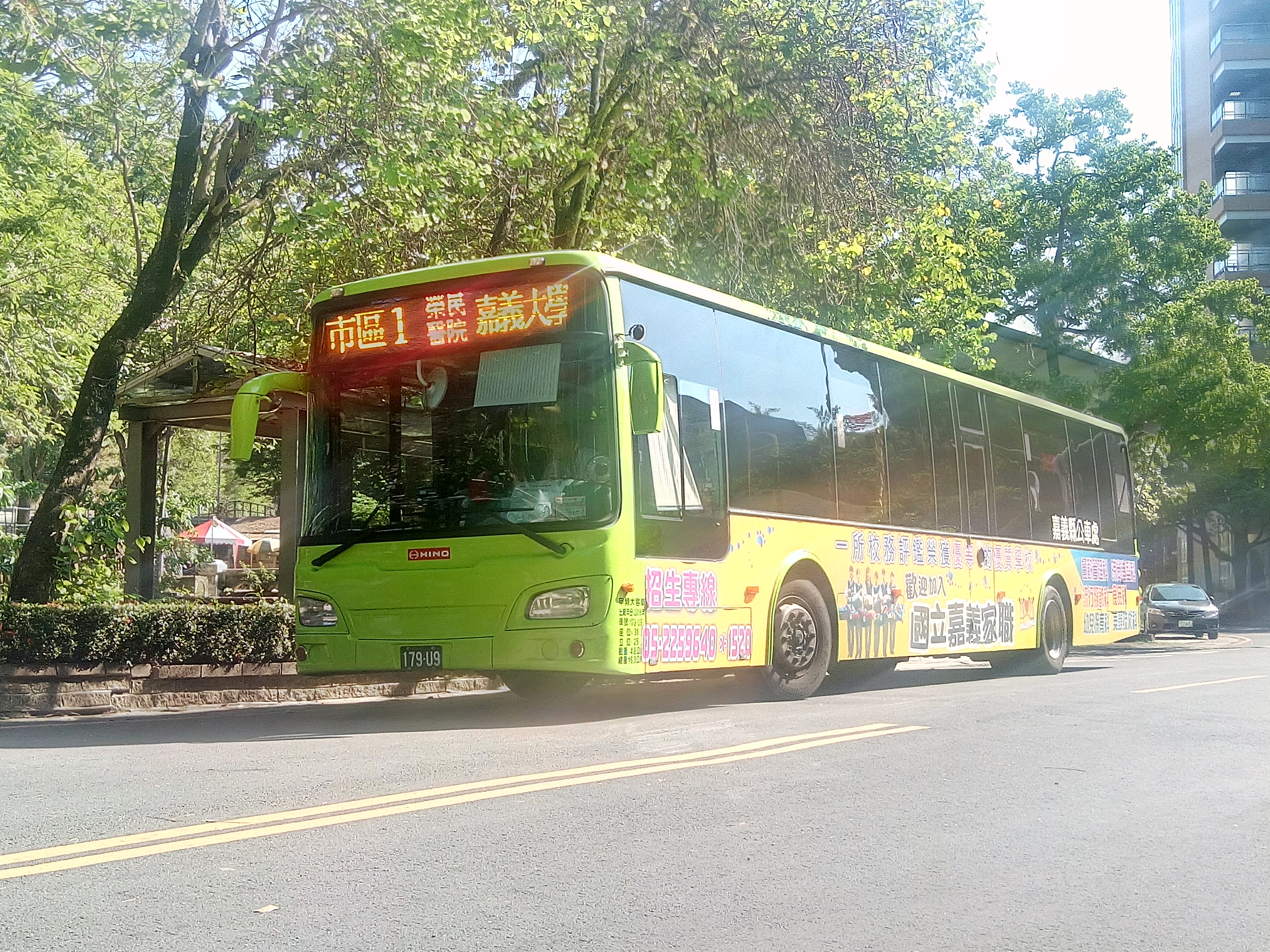
179-U9行駛市區1路線(嘉義大學校區內站)
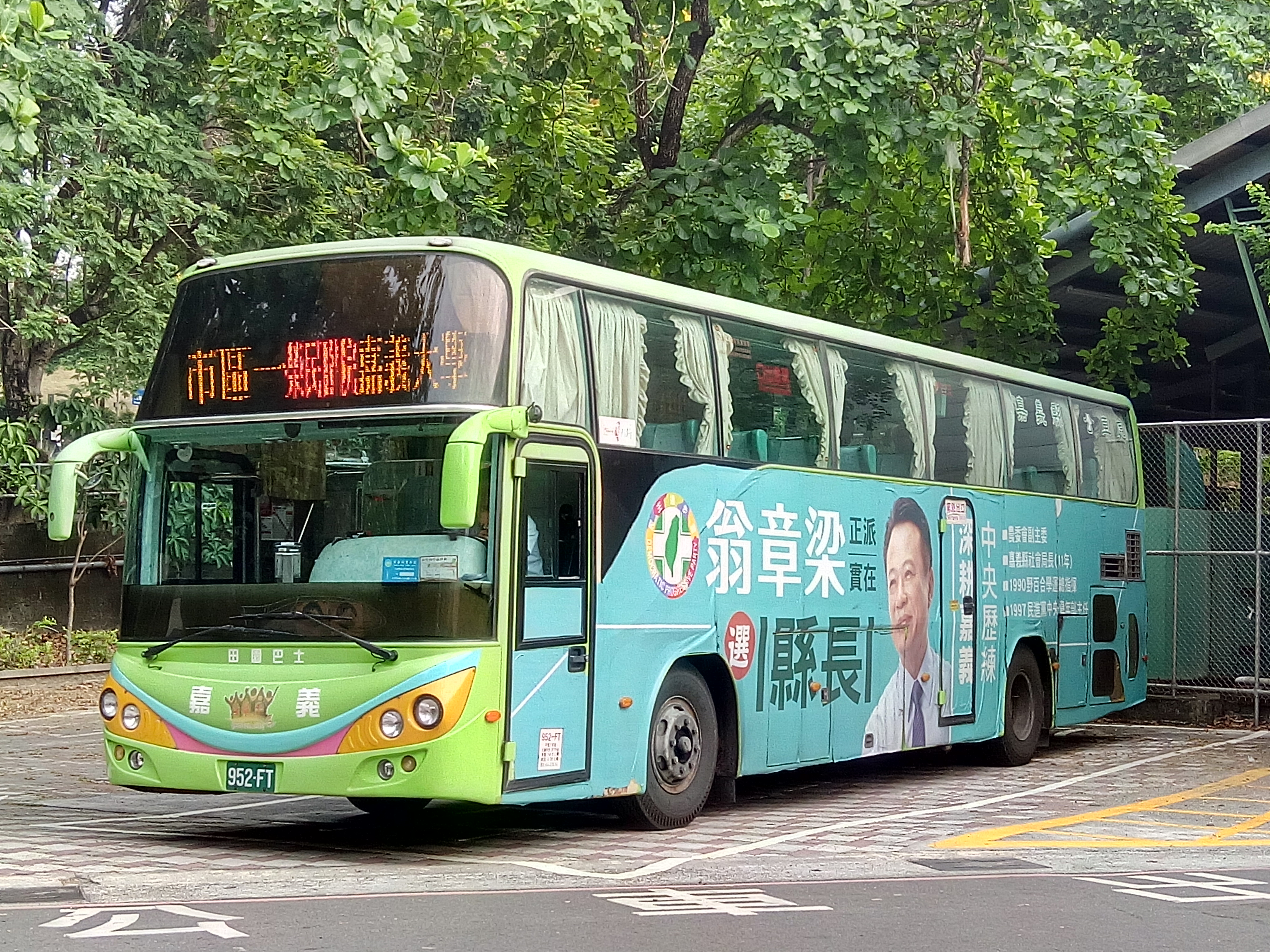
嘉義市公車市區1路線952-FT於嘉義大學
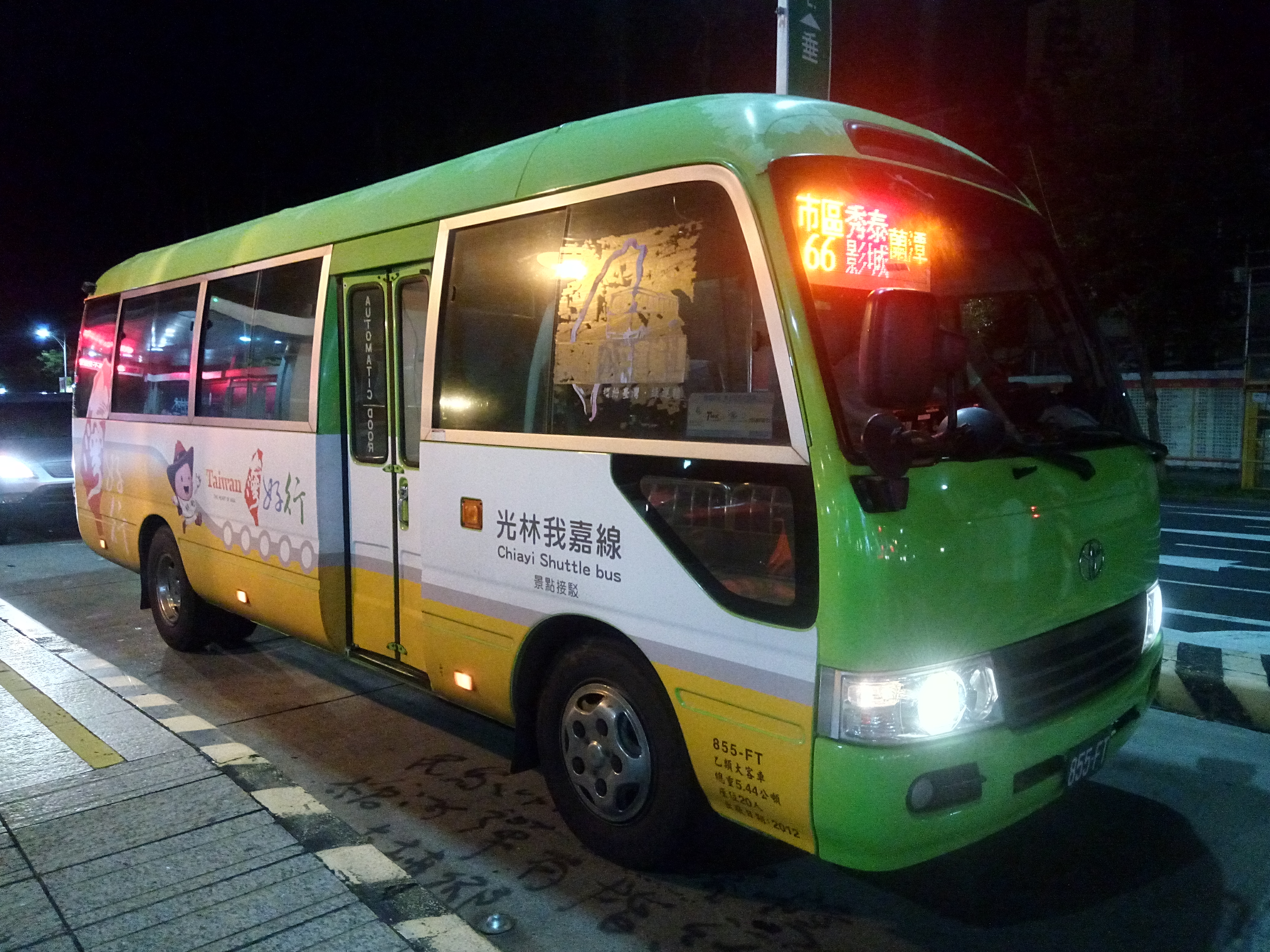
嘉義市公車66 台灣好行－光林我嘉線 (攝於文化路口站)
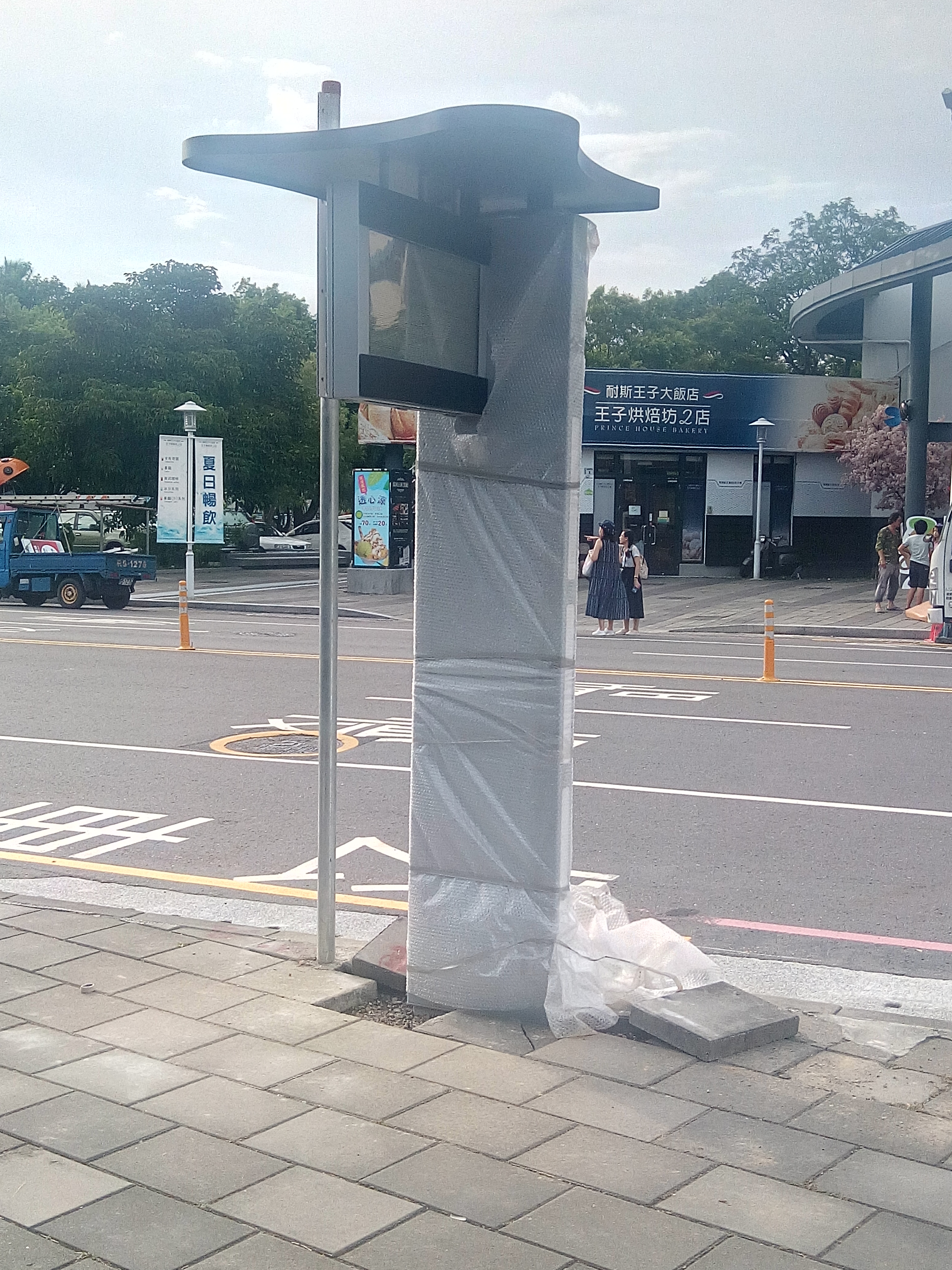
嘉義市公車檜意森活村站智慧站牌(公車動態顯示系統)
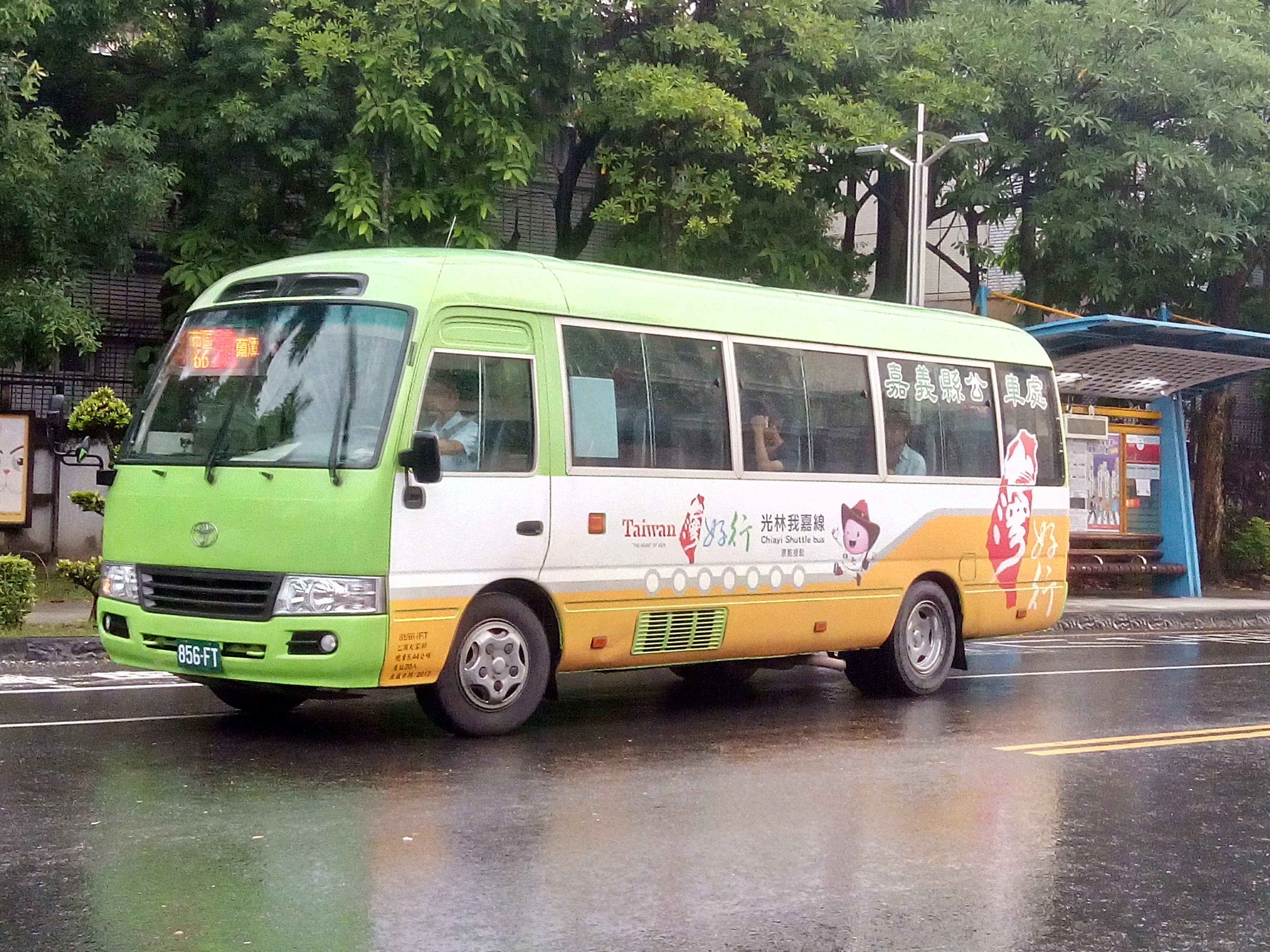
嘉義市公車66路線(攝於嘉義公園站)
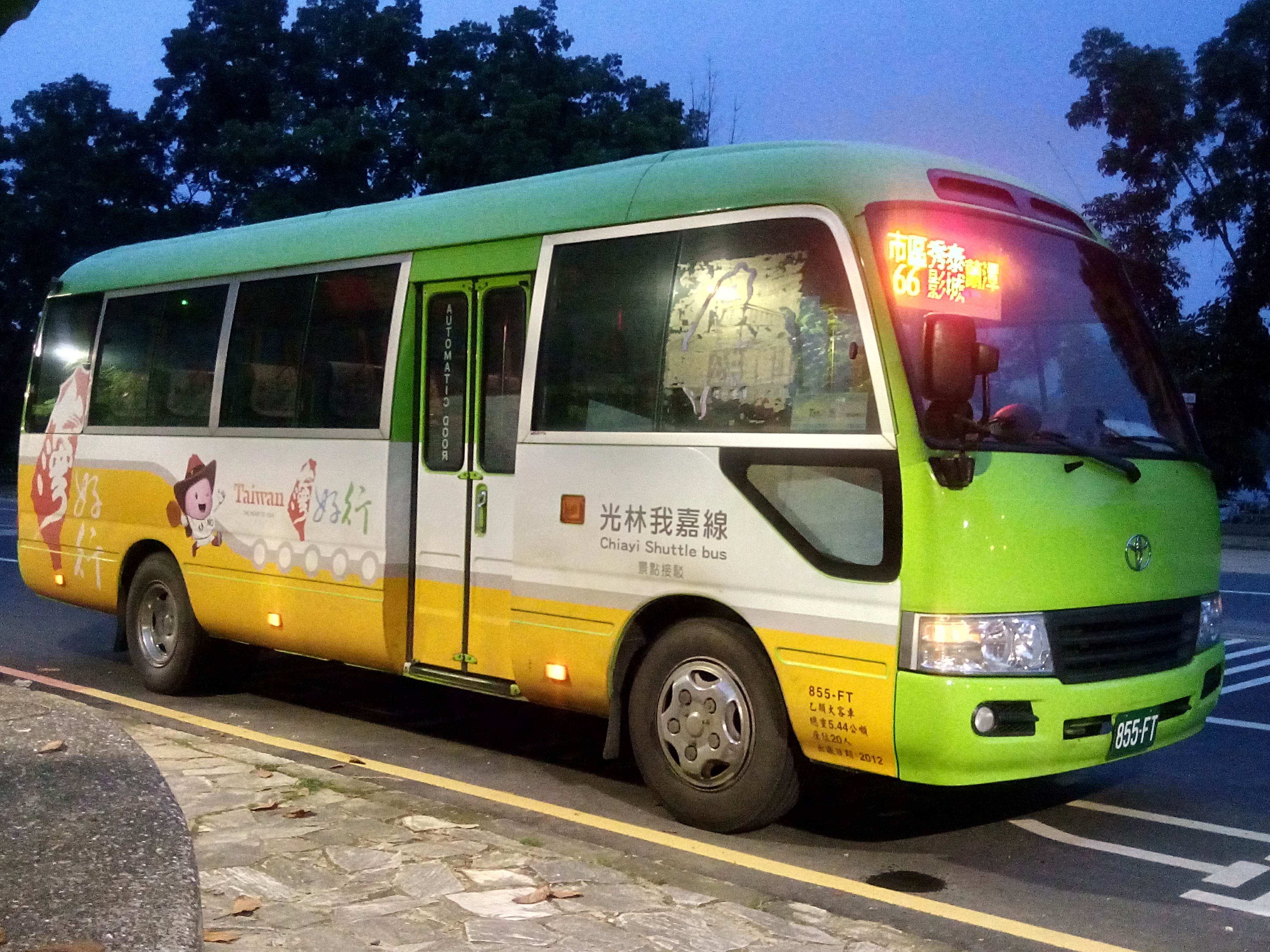
嘉義市公車66(855-FT，攝於蘭潭風景區站)
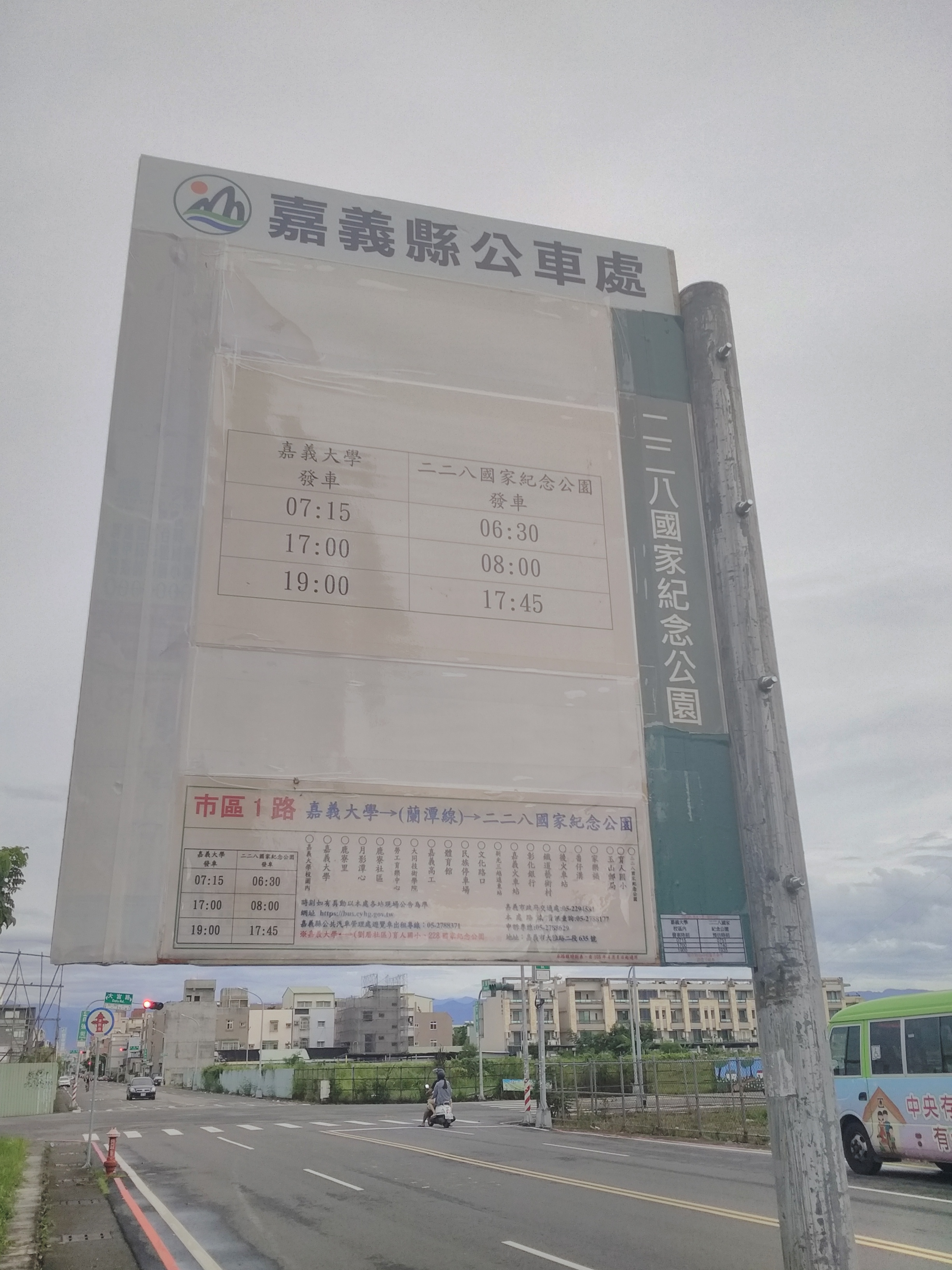
嘉義市公車二二八國家紀念公園站 (2019年6月)
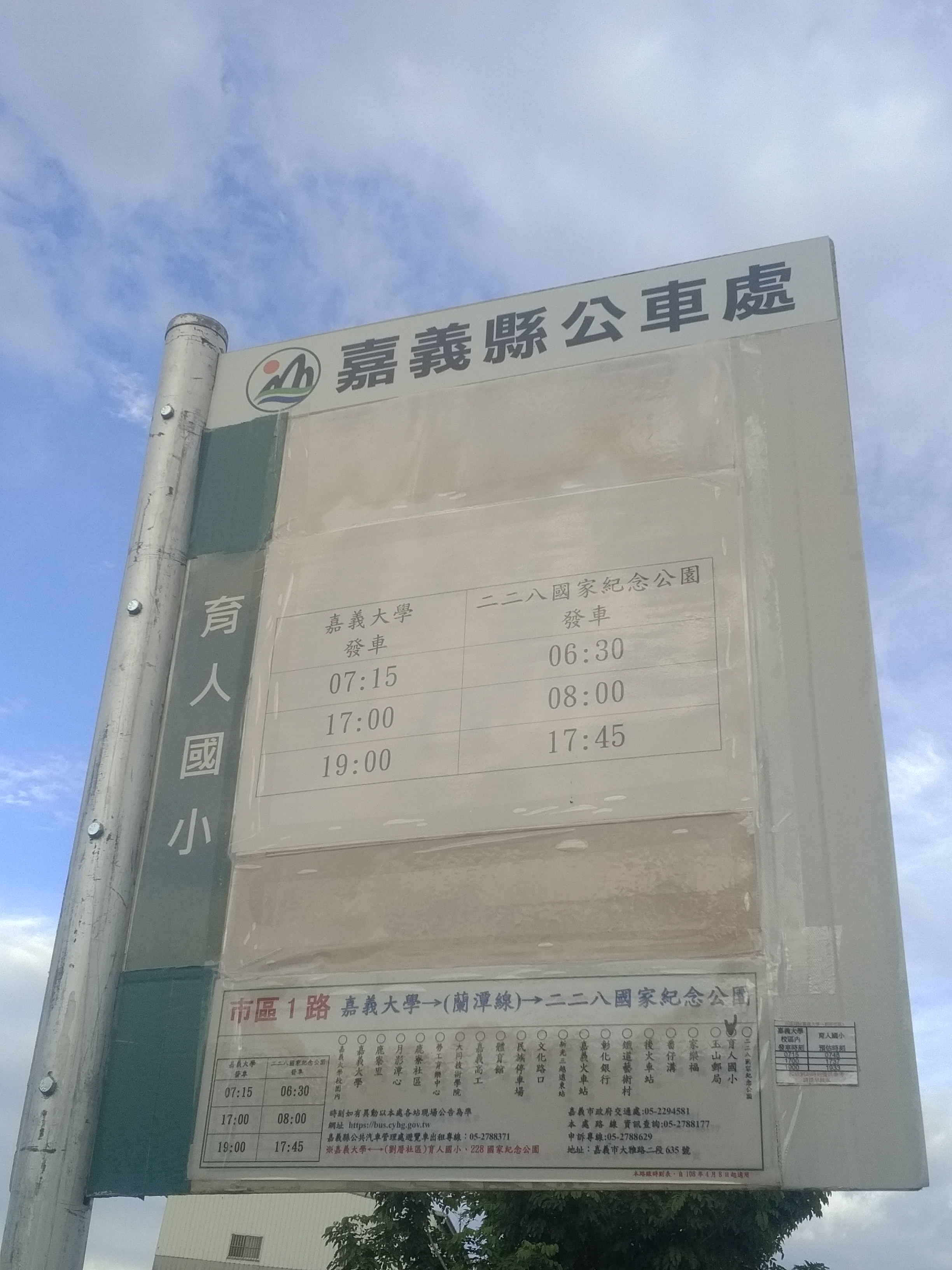
嘉義市公車育人國小站(2019年7月21日)
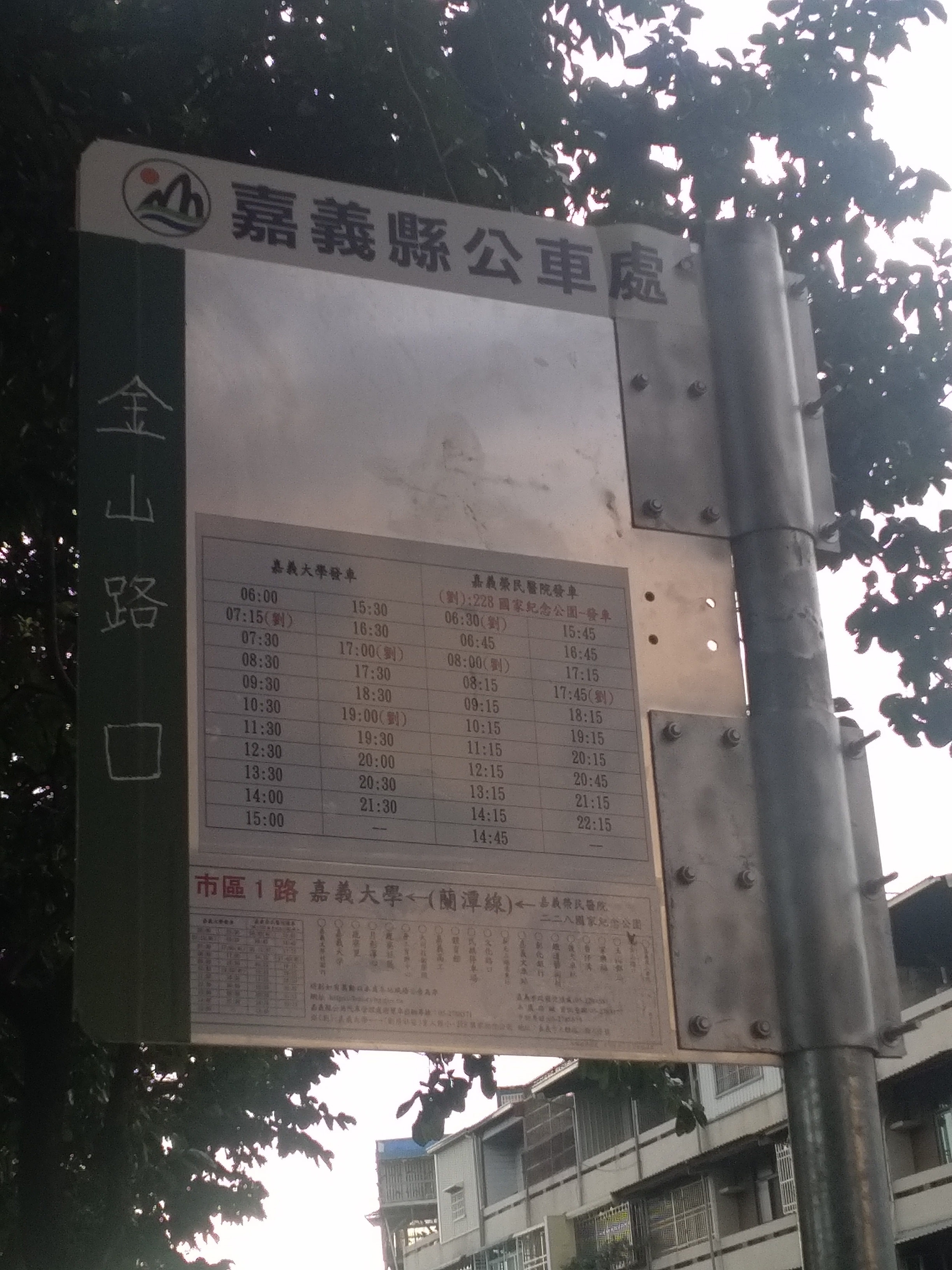
嘉義市公車金山路口站(2019年7月21日)
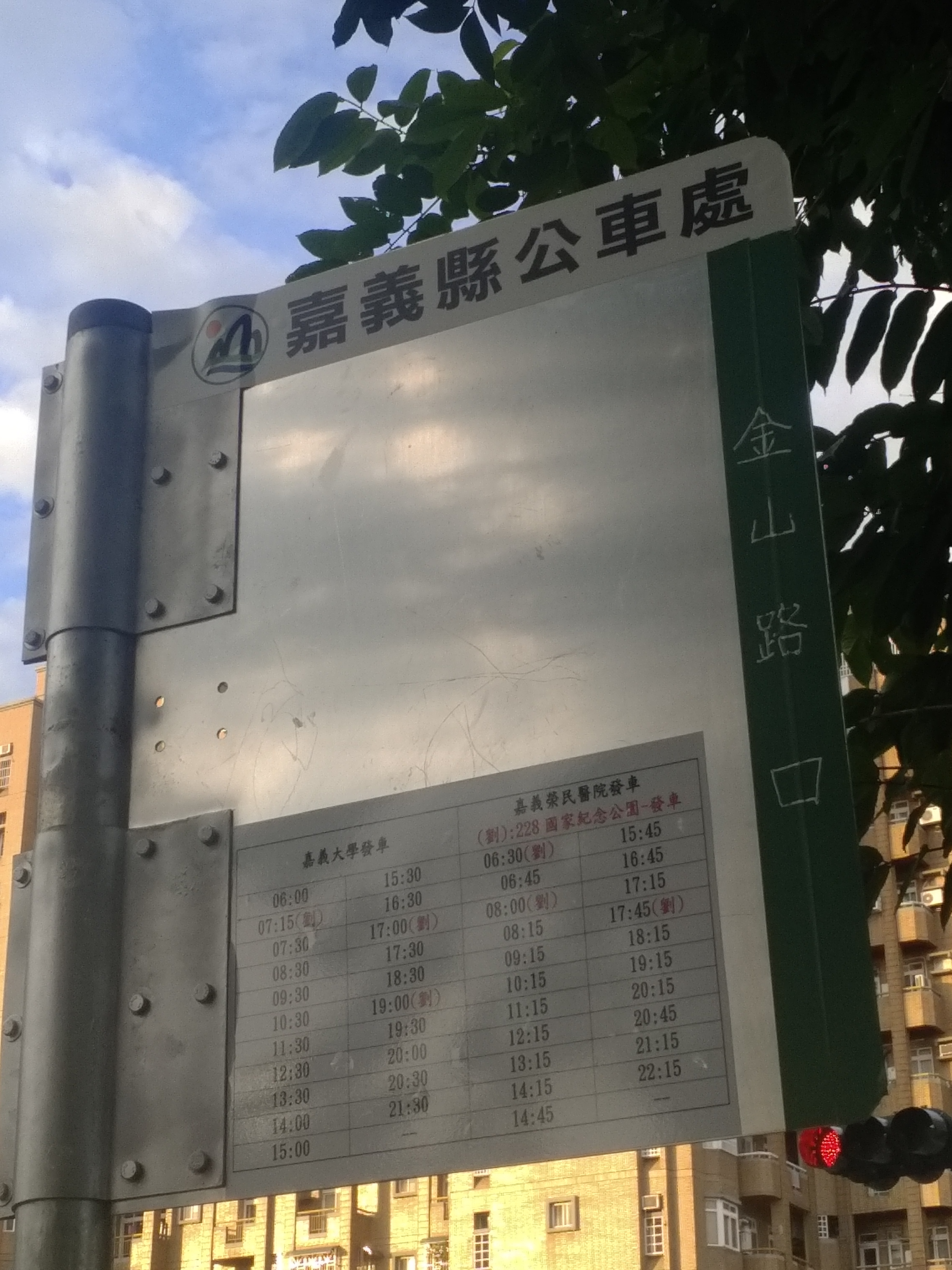
嘉義市公車金山路口站(2019年7月21日)
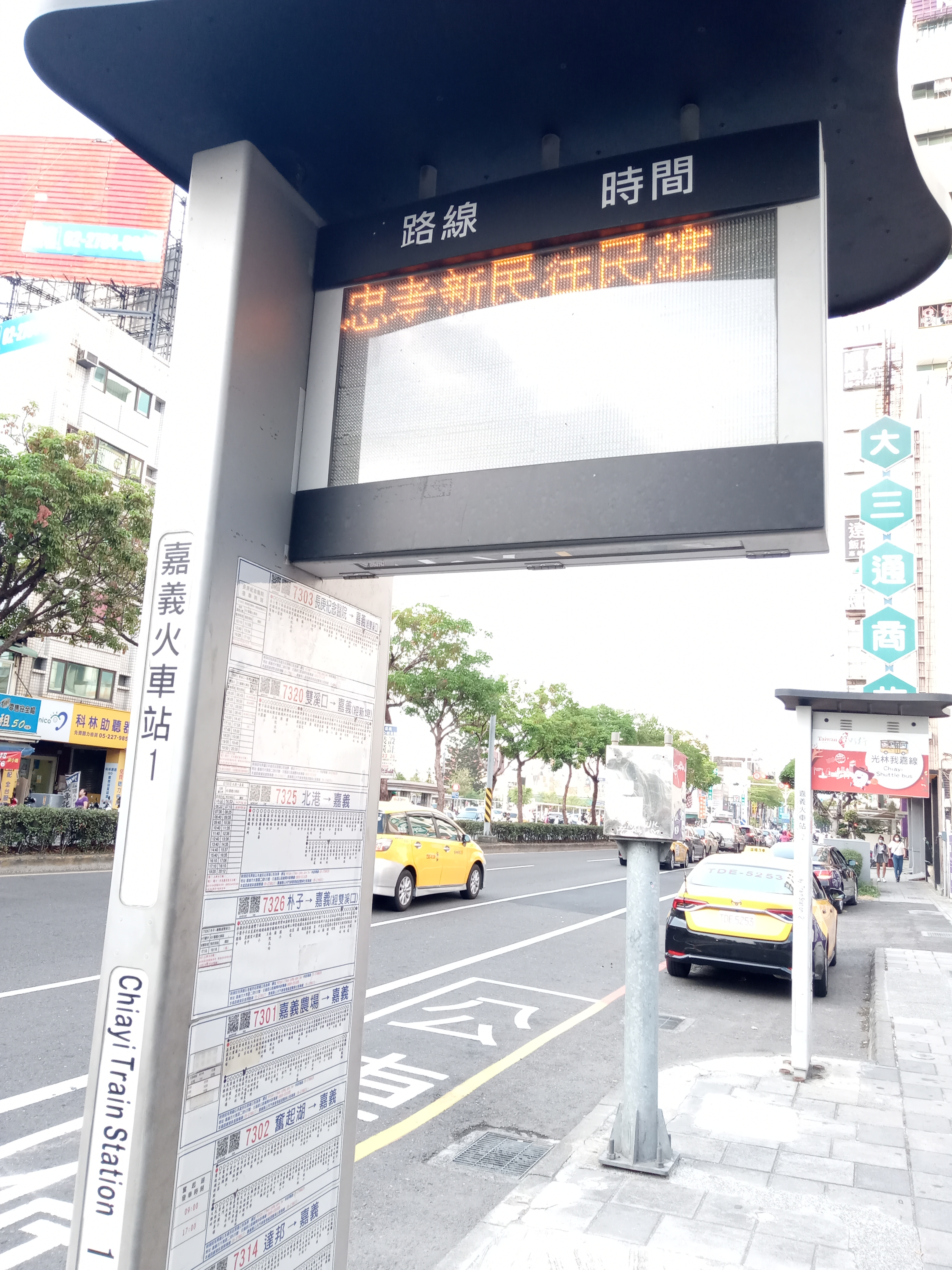
嘉義市公車站牌顯示忠孝新民幹線往民雄
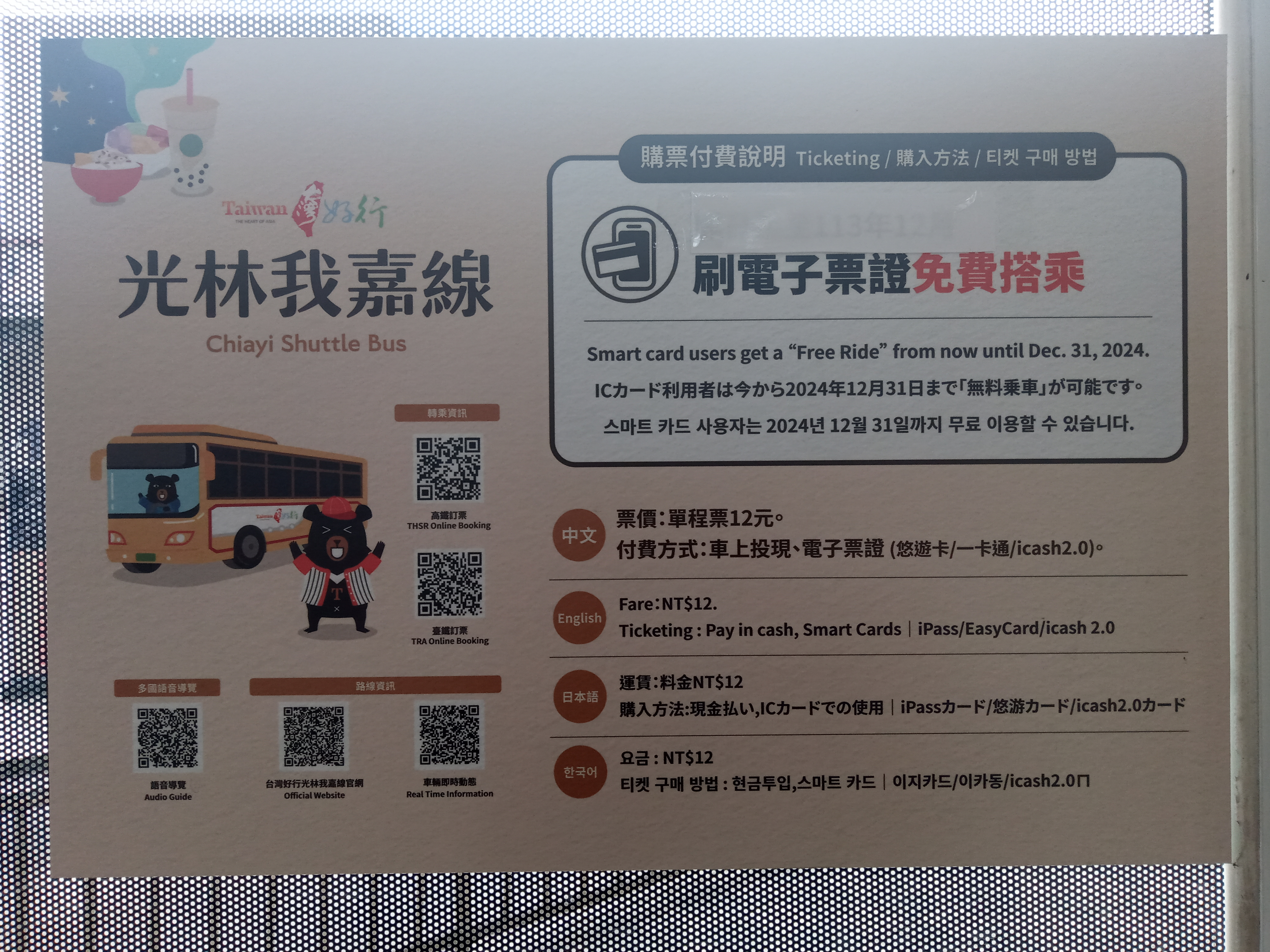
光林我嘉線購票付費說明（2024.06）
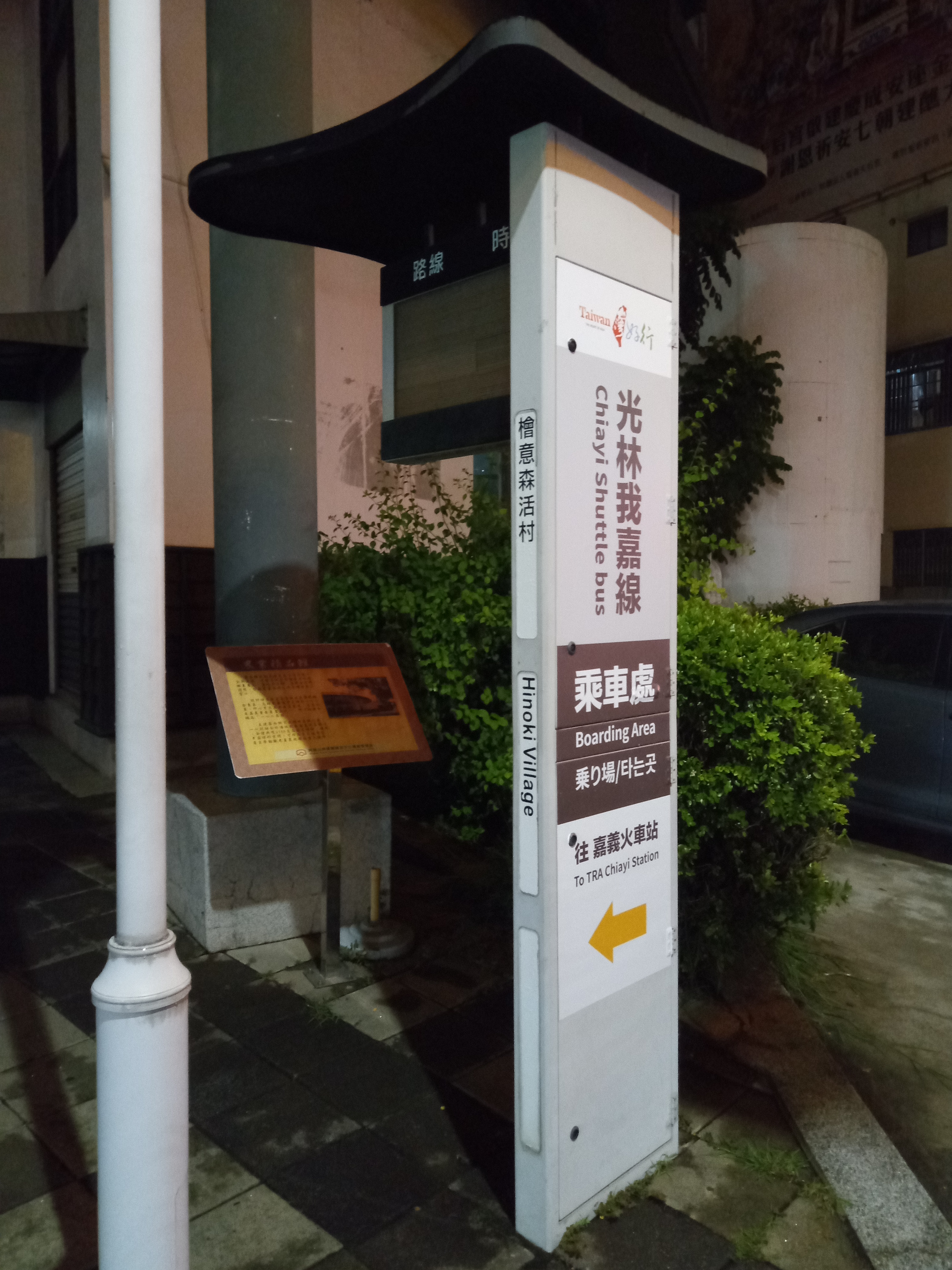
光林我嘉線乘車處告示（2024年7月6日）
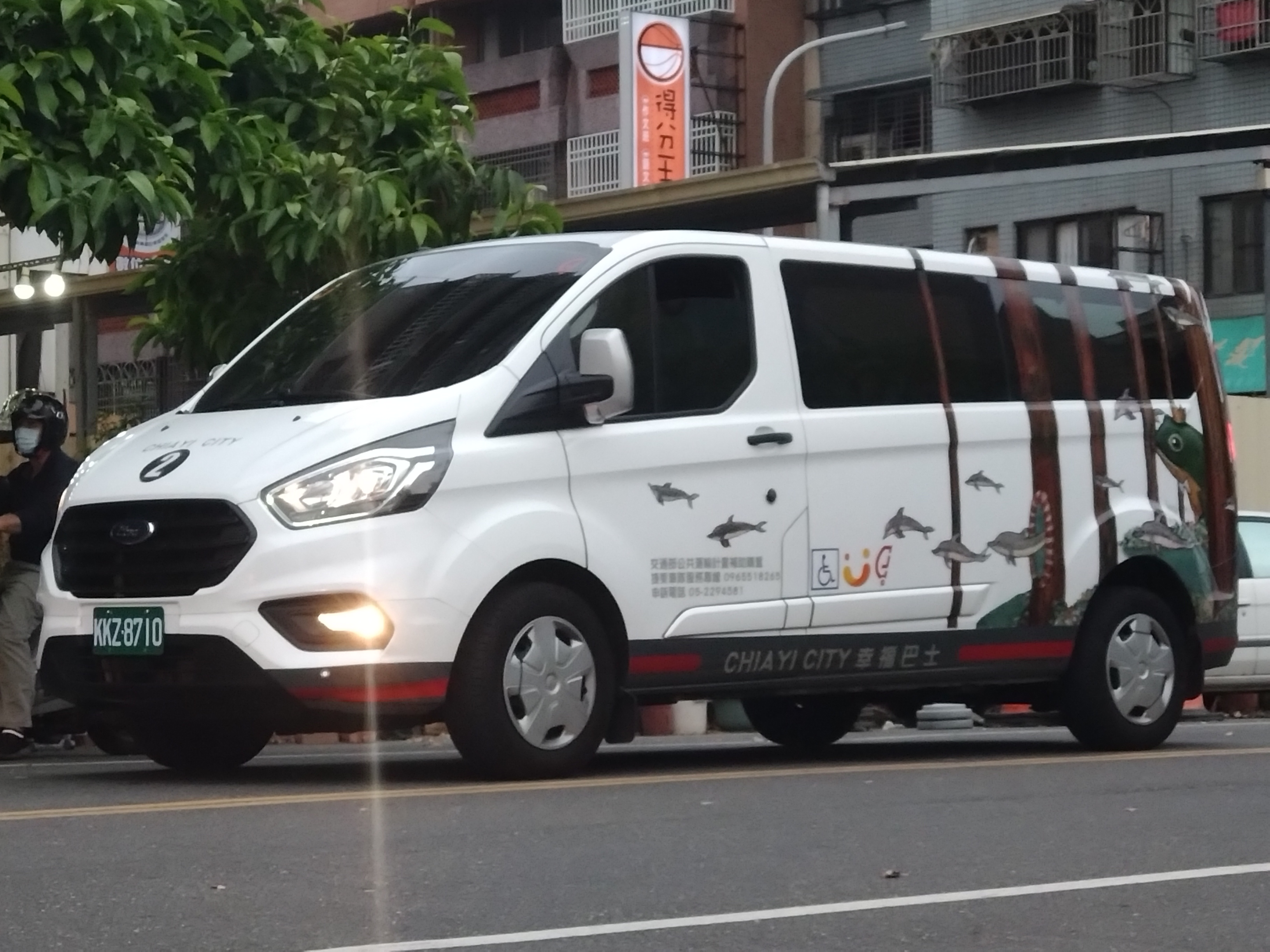
嘉義市公車幸福巴士樂活2路（KKA-8710）
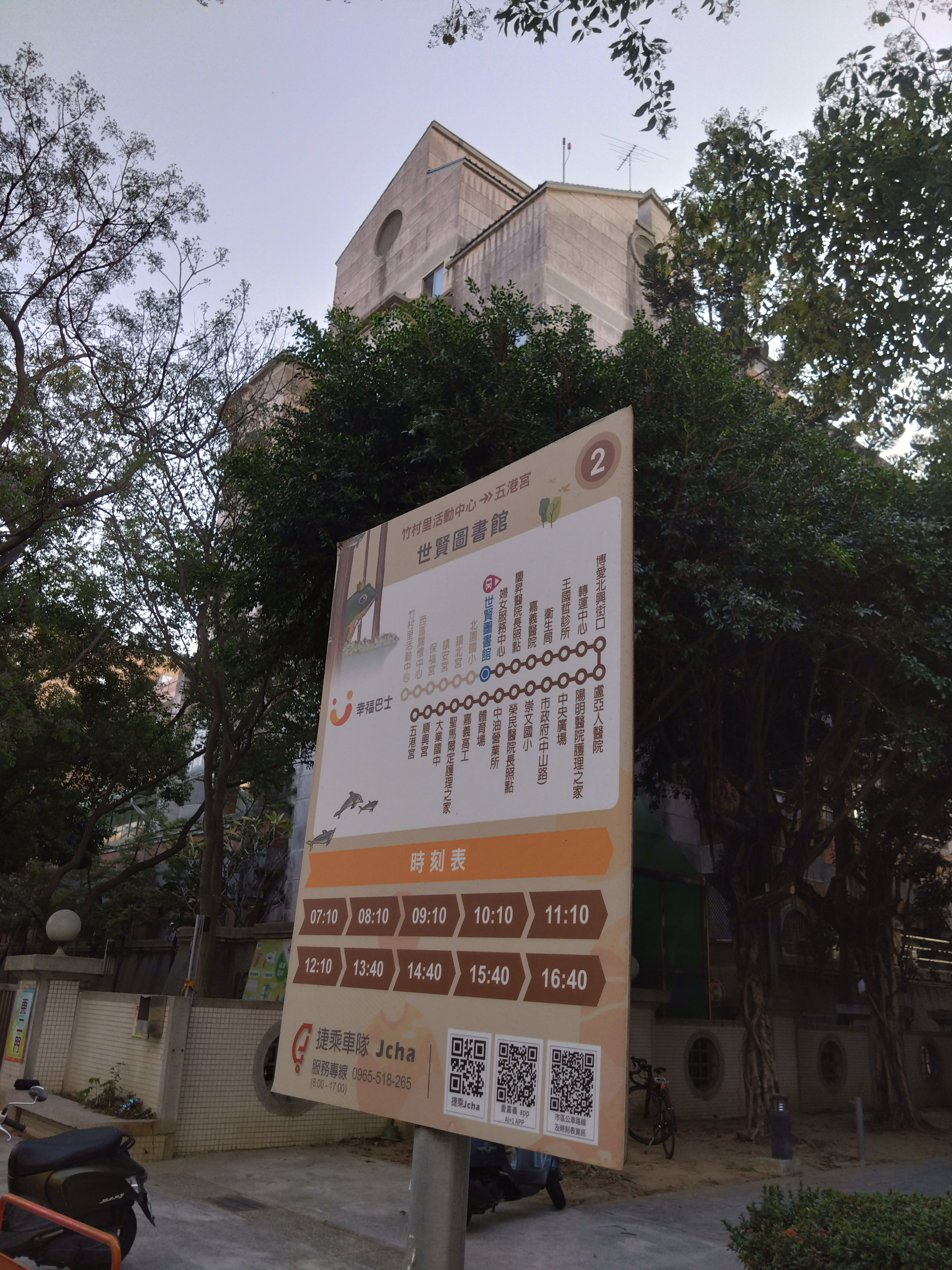
樂活2路世賢圖書館站站牌
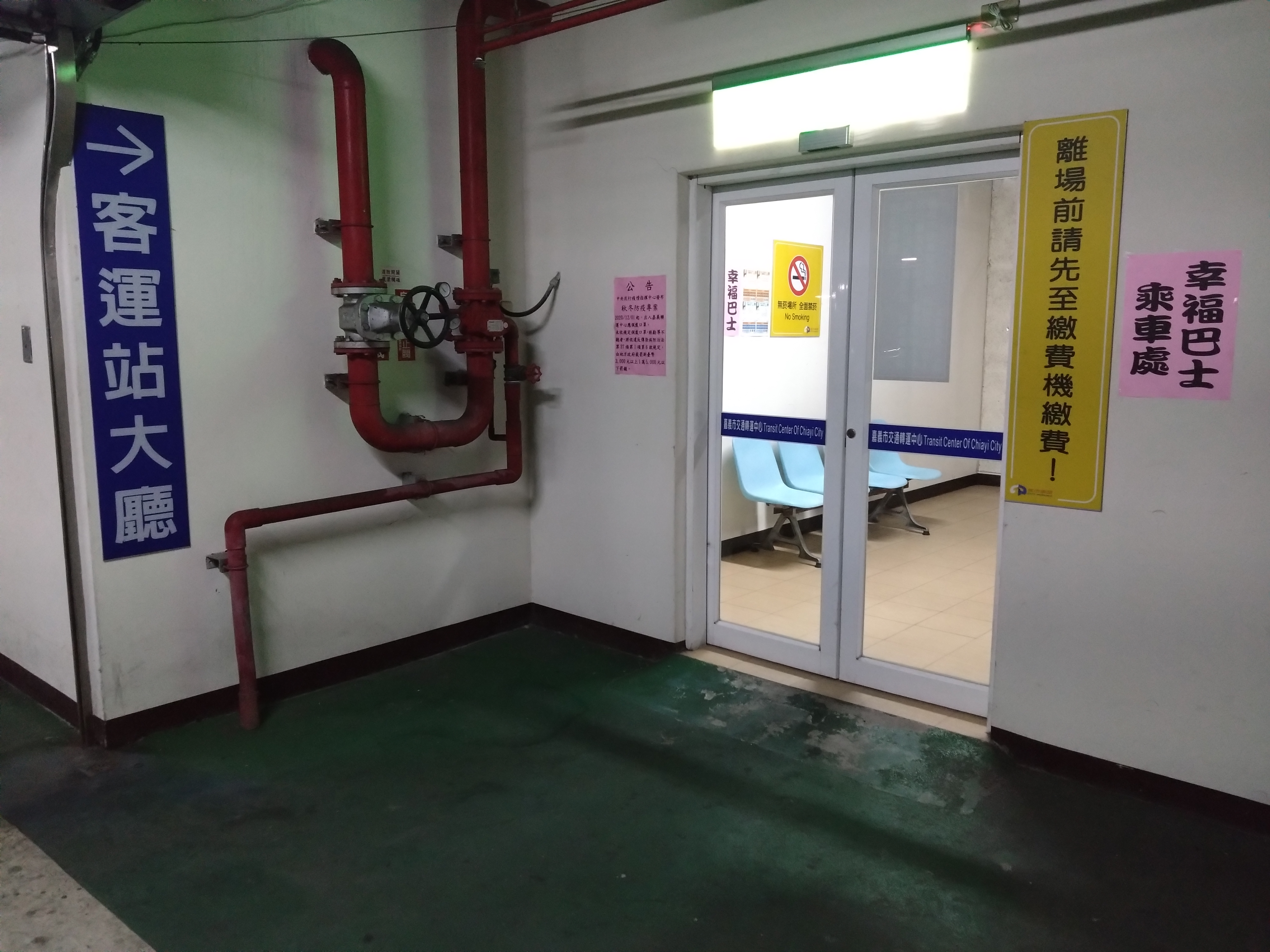
幸福巴士乘車處（轉運中心）
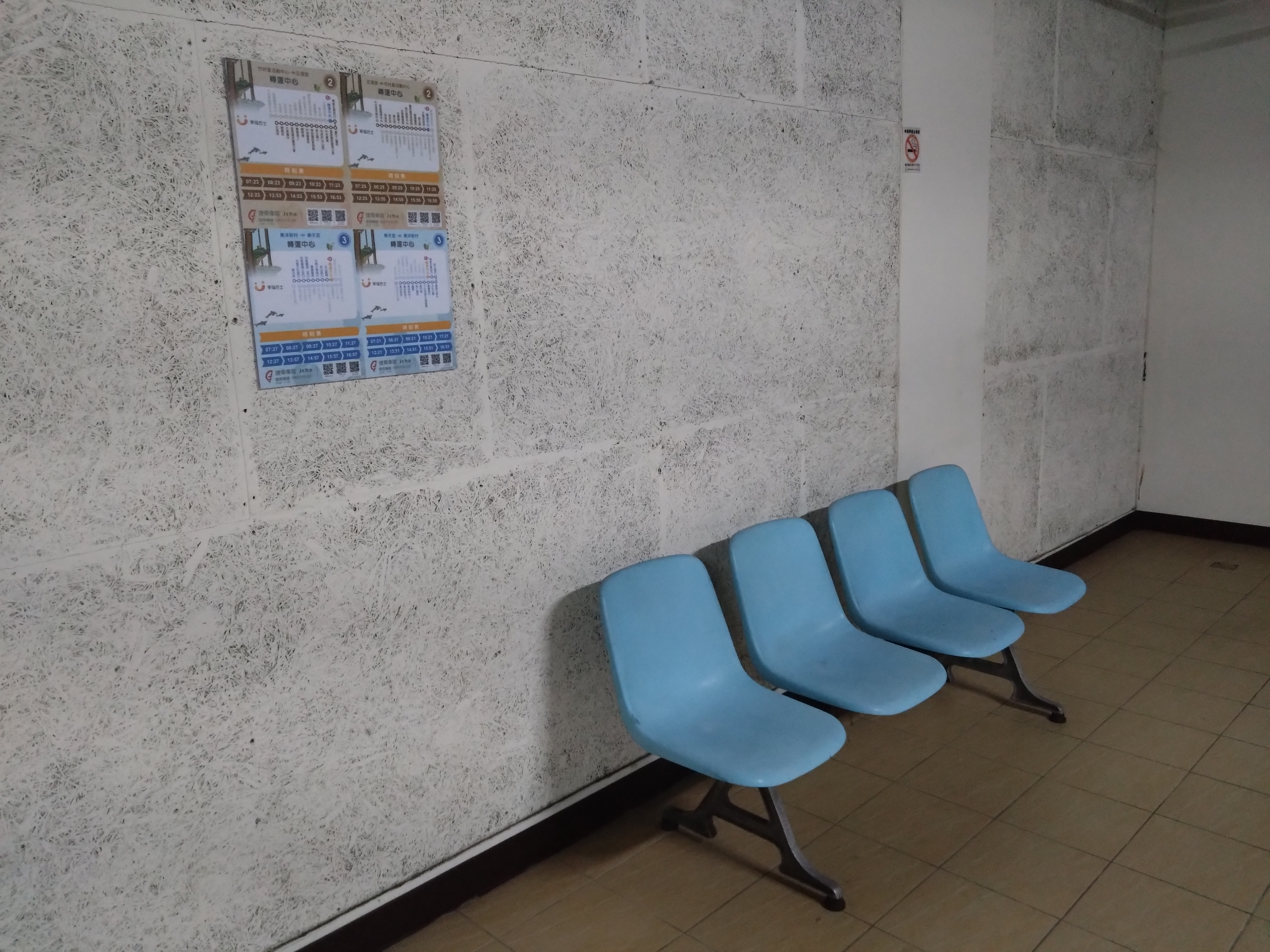
幸福巴士候車處1（轉運中心）
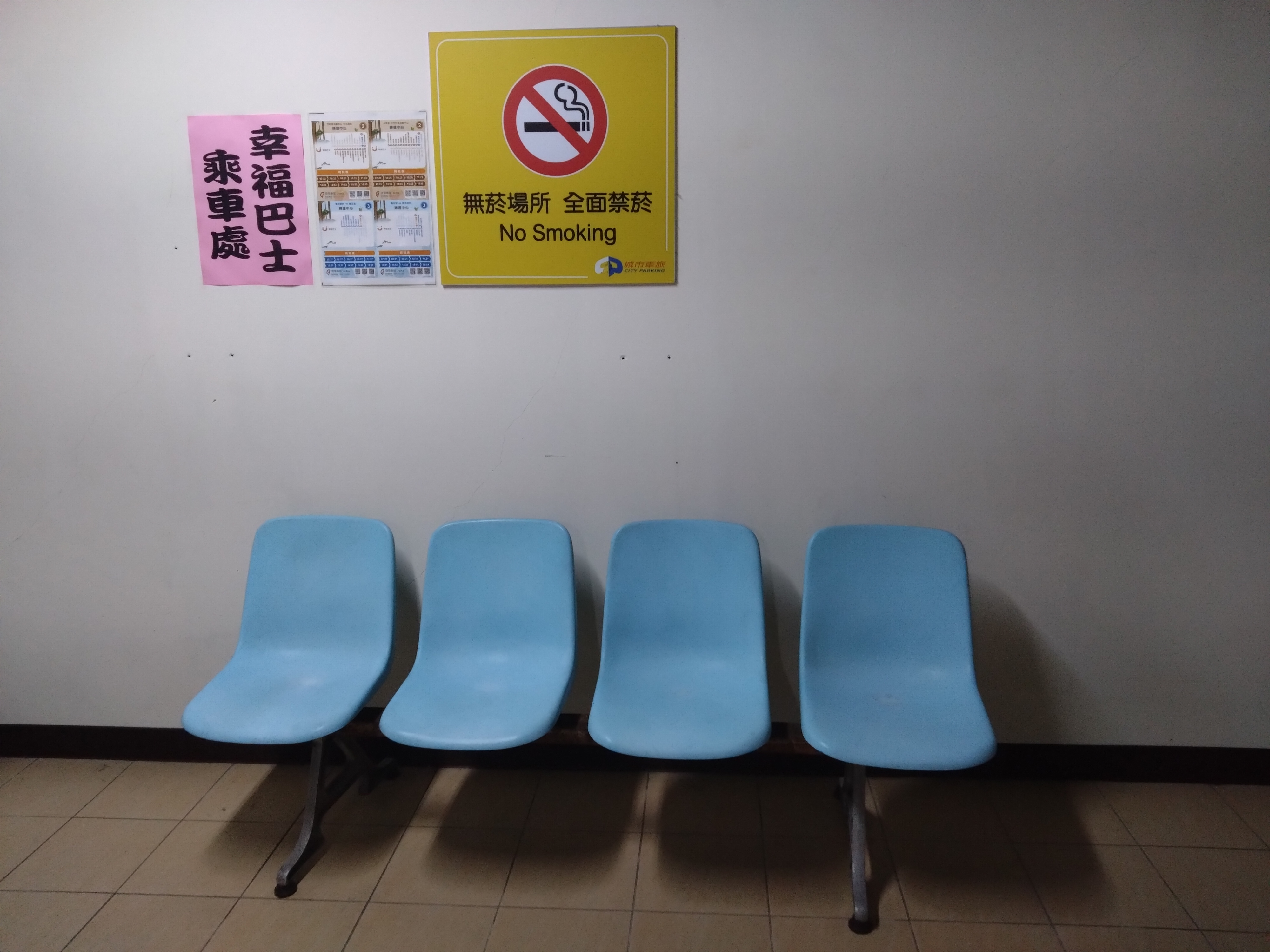
幸福巴士候車處2（轉運中心）
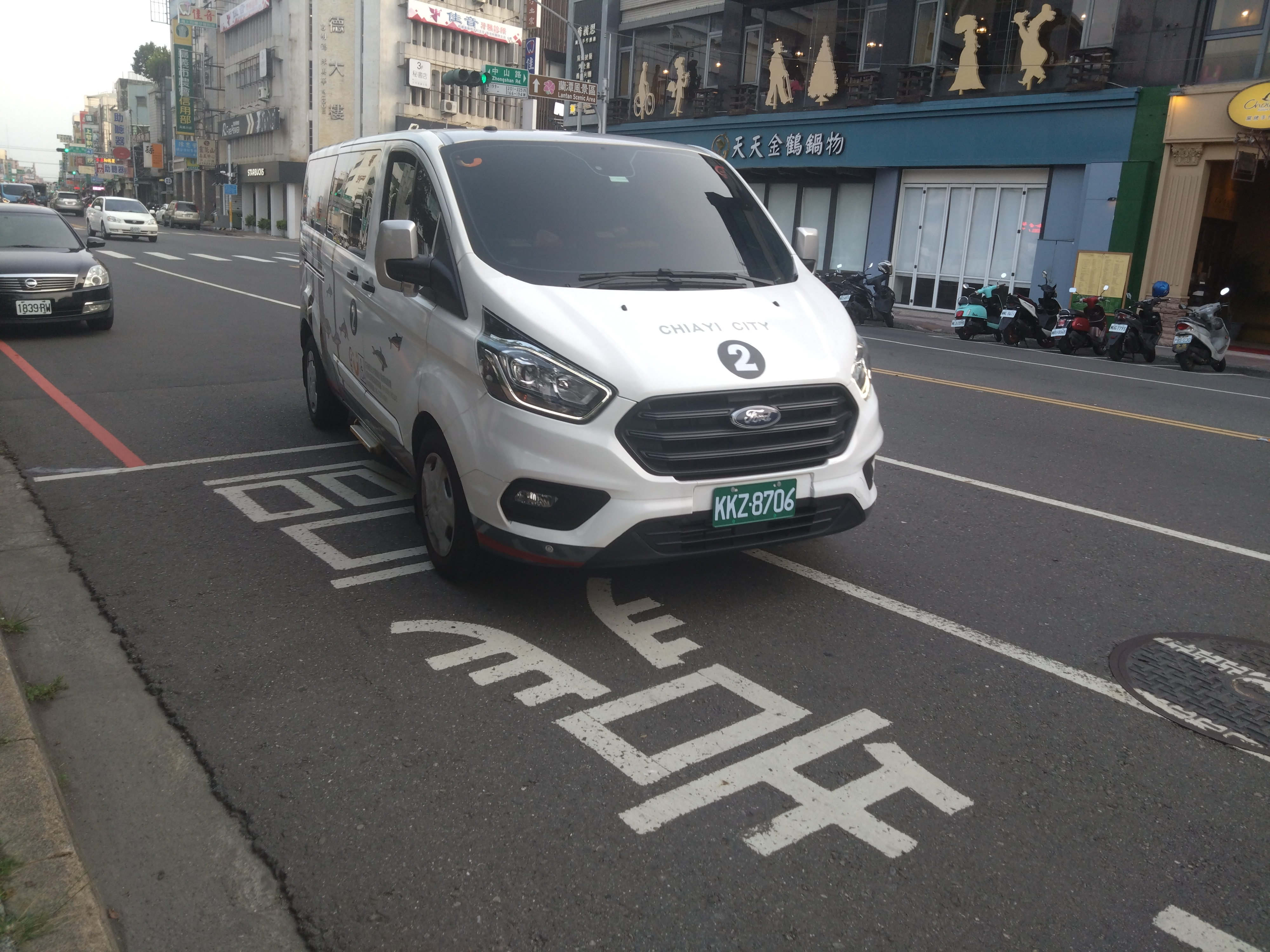
樂活2路市政府（吳鳳北路）站進站（往竹村里）

## 備註
1. ↑  . 聯合新聞網.   [2020-09-01]. （原始内容存档于2020-09-08） （中文（臺灣））.
2. ↑  市府編3000萬預算 公車票價維持12元 （页面存档备份，存于）.自由時報.2016-11-17
3. ↑  . 嘉義縣公共汽車管理處.   [2018-07-16]. （原始内容存档于2018-07-17）.
4. ↑  台灣好行「光林我嘉線」營運 好康好玩攏抵嘉 （页面存档备份，存于）.聯合報.2018-08-08
5. ↑  嘉市電動巴士小隊成軍 中山幹線6月率先上路 （页面存档备份，存于）.自由時報.2020-04-10
6. ↑  嘉義市多27線公車 刷卡半價優惠 （页面存档备份，存于）.自由時報.2015-07-01
7. ↑  市區公車免費搭持續延長 鼓勵大家使用大眾運輸[].嘉義市政府.2019-12-31
8. 1 2 3 4 5  [https://www.epochtimes.com/b5/22/2/22/n13596012.htm嘉義市區公車優良駕駛出爐 運量4年成長近5倍 （页面存档备份，存于）.大紀元時報.2022-02-22
9. ↑  嘉義市打造宜居城市　電子票證搭電動公車、幸福巴士享免費優惠 （页面存档备份，存于）.ETtoday新聞雲.2023-6-28
10. ↑  嘉義市打造宜居城市　電子票證搭電動公車、幸福巴士享免費優惠 （页面存档备份，存于）.嘉義市政府交通處.2023-12-24
11. ↑  2025暢遊嘉義市　電子票證、行動支付免費搭公車 （页面存档备份，存于）.嘉義市政府交通處.2024-12-26
12. ↑  嘉市總預算193.6億史上最高 議會小刪407萬餘元
13. ↑  市區公車1路及2路自97年4月21日起路線調整.嘉義縣公車處新聞公告系統[永久]
14. ↑  嘉義市區幹線公車、觀光公車上路囉!.嘉義縣公車處新聞公告系統[永久]

## 外部連結
- 國光客運（页面存档备份，存于）
- iPASS一卡通官方網站（页面存档备份，存于）